# Butina
La butina es una flavanona, un tipo de flavonoide. Se puede encontrar en las semillas de Vernonia anthelmintica (Asteraceae) y en la madera de Dalbergia odorifera (Fabaceae).

## Glucósidos
- Butin 7-O-β-D-glucopyranosida se encuentra en Bidens tripartita[4] (Asteraceae).